# Маризь Кемаль
Маризь Кемаль (рус. Раиса Степановна Кемайкина; род. 1950) — эрзянская поэтесса, писательница, публицист, педагог, общественный деятель, мастер по эрзянской вышивке. Член Союза писателей России с 1996 года.

## Биография
Кемайкина Раиса Степановна родилась в эрзянском селе Малое Маресево Чамзинского района, Республики Мордовия, в крестьянской семье.
В 1965 окончила восемь классов в родном селе, затем два года училась в средней школе села Большое Маресево. Далее окончила филологический факультет Мордовского университета имени Огарева, получив квалификацию преподавателя русского языка и литературы.
С 1972 по 1975 год работала учителем в школе родного села. Помимо своего основного предмета вела немецкий и эрзянский языки. Причем вести уроки эрзянского не было большого желания: она не заканчивала национального отделения вуза.
Вернувшись в Саранск, работала в газете «Эрзянь правда» в должности корректора. Это послужило хорошей базой: Раиса Степановна окончательно срослась с языком и перешла далее в отдел культуры, которым тогда руководил Г. П. Ласкин. Ещё через год стала работать в отделе партийной жизни, под руководством Н. М. Симдянова.Первые стихи были опубликованы к 1980 году.
Далее продолжила трудовую деятельность в Мордовской республиканской библиотеке им. А. С. Пушкина.
С 1985 по 1988 годы — заведующая отделом поэзии в литературном журнале «Сятко», с 1989 года является ответственным секретарём детского журнала «Чилисема» на эрзянском языке.

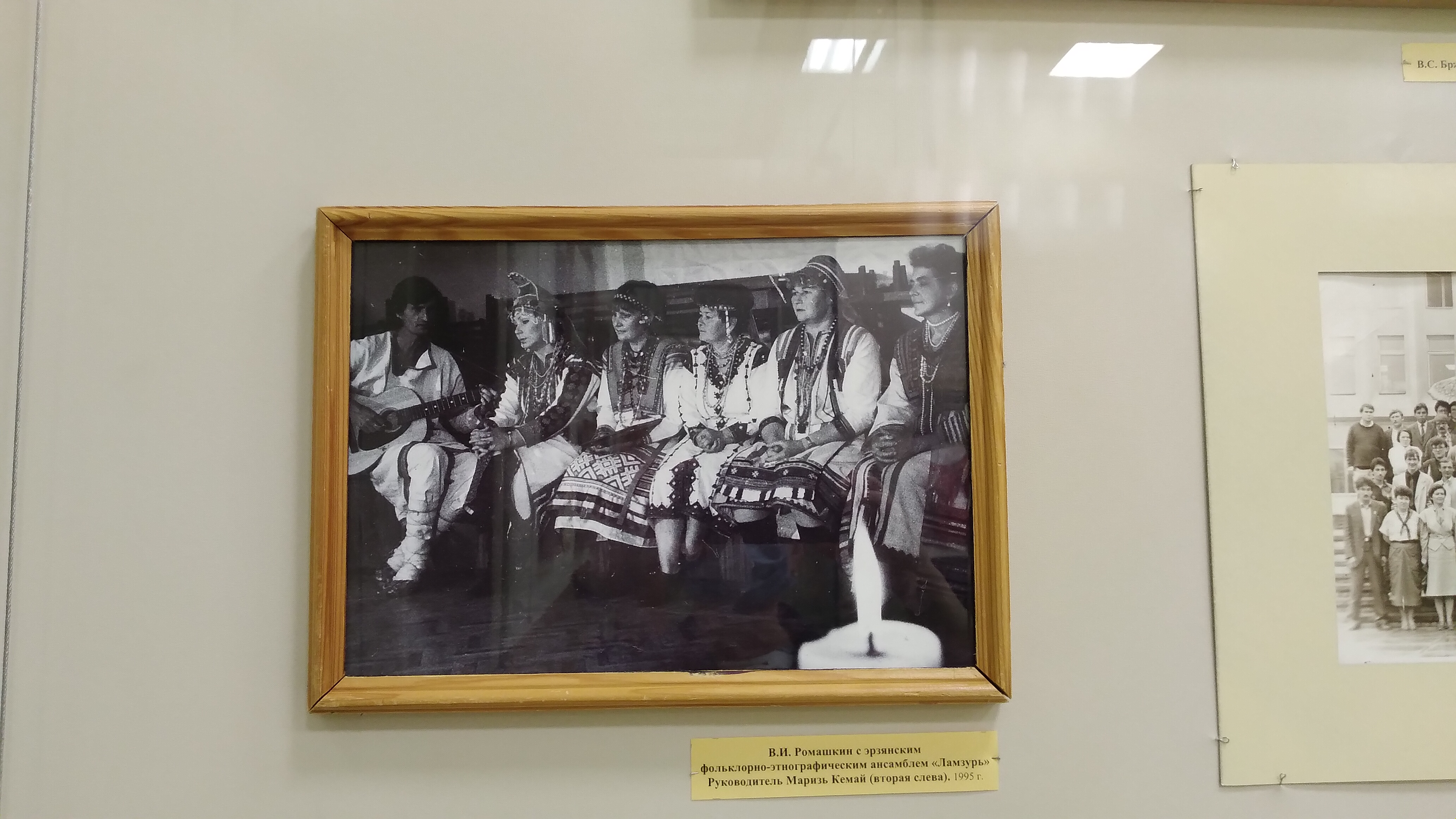
Владимир Ромашкин ("Торама") и Маризь Кемаль ("Ламзурь"), сидят рядом

## Произведения
В августовском 1980 года номере «Сятко» было опубликовано стихотворение «Эйкакшчинь лавсь» («Колыбель детства»), далее так же часто публиковалась в данном журнале. Участница ежегодных семинаров молодых литераторов.

В 1987 году вышел общий сборник четырёх авторов «Маней васолкст», куда также вошла большая подборка её стихов. В 1988 году Мордовское книжное издательство выпустило первый её сборник «Лавсь» («Колыбель»). Основным лейтмотивом которого стало детство и юношеские годы.
Второй сборник, «Штатол» («Свеча», 1994), представляет собой философские размышления поэтессы о жизни, о судьбе эрзянского народа и своем национальном самосознании. Сюда вошли стихи и поэма «Мон — эрзян!» («Я — эрзя!»), в которой она предстаёт как сложившаяся личность с национальным самосознанием.
Результатом многолетнего изучения фольклора эрзян явились сборник очерков «Сынь ульнесть эрзят» («Они были зрзянами») и книга сказок «Евксонь кужо» («Сказочная поляна») об известных представителях эрзянского народа.
В 1998 году её стихи вышли в сборнике «Ниле ават — ниле морот» («Четыре женщины — четыре песни», издано в Таллинне).
Одним из многих произведений поэтессы является небольшое стихотворении «Степан Эрьзя марто кортнема» («Разговор со Степаном Эрьзей», 1998), посвящённое известному скульптору Степану Эрьзя (Нефёдову), в котором заостряется проблема утраты культурного наследия и судьбы эрзянской нации.

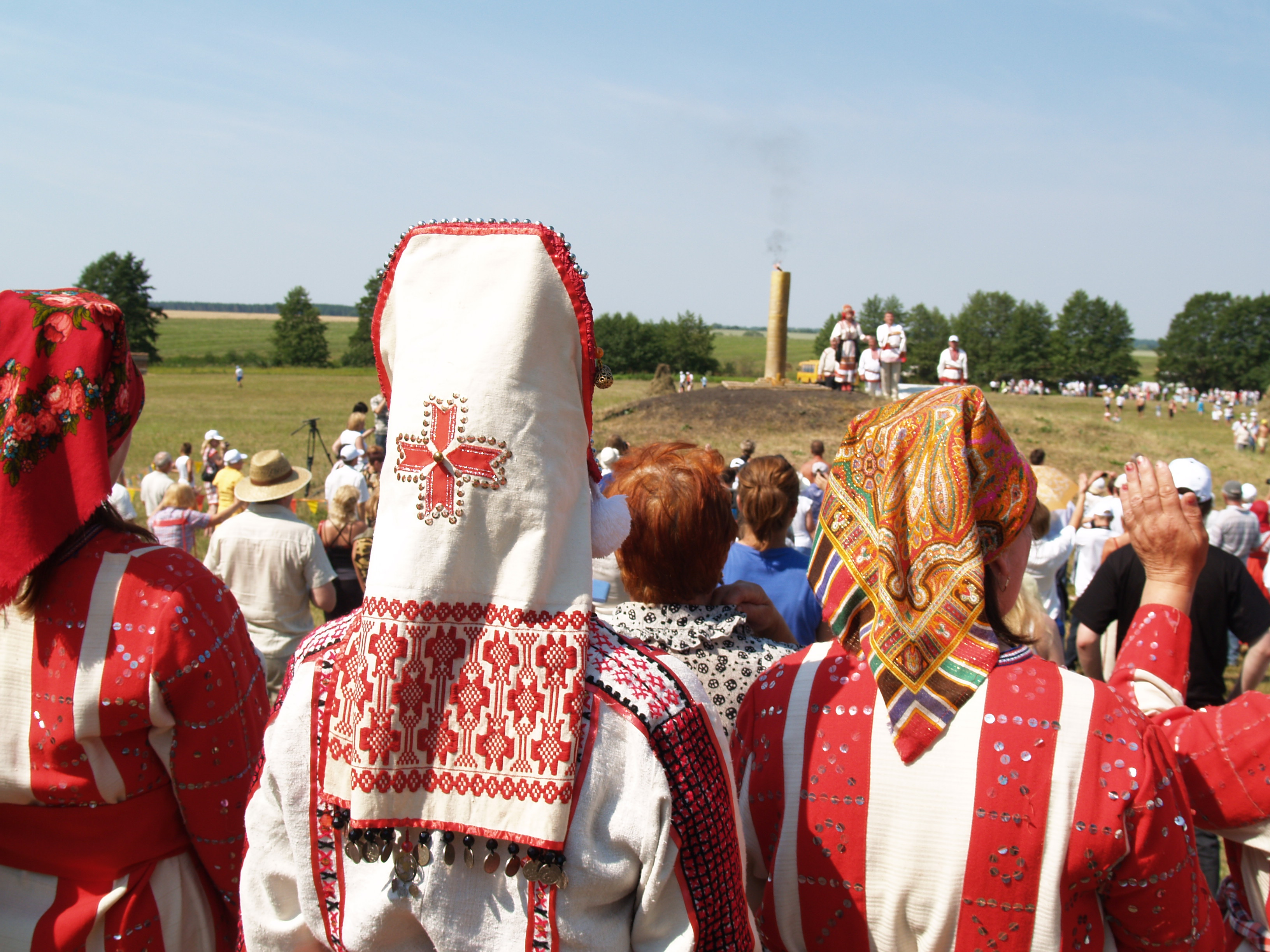
Эрзянское моление "Раськень озкс" и ритуальная свеча Штатол

## Общественная деятельность
В 1989 году стала одним из создателей культурно-просветительского общества «Масторава», а также первым его секретарем. С 1993 по 1997 годы — основатель и руководитель женского движения «Эрзява», организует самодеятельный фольклорно-этнографический ансамбля «Ламзурь», работа в котором велась при содействии 
Владимира Ромашкина, основателя другого известного коллектива "Торама". Её статьи того периода касаются проблем языка, этнического самосознания, традиций народа. Начинает печататься в газете «Эрзянь Мастор».
Будучи активной участницей эрзянского неоязыческого движения, возглавляла первые вновь возрожденные традиционные эрзянские моления, в частности «Раськень Озкс». Считает христианство «придуманной и навязанной» эрзянам религией: «Мы должны не играть в веру, а молиться нашим богам, тогда мы и наш народ будем спасены; наше сознание действительно вернётся к естественной вере; мы вновь будем частью природы и космоса, преодолеем навязанное нам, придуманное христианство». Впрочем, как вспоминала сама Кемайкина, в своих обрядах ей приходилось импровизировать. По мнению доктора социологических наук О.А.Богатовой, происходит «переизобретение» ритуально-символического комплекса.

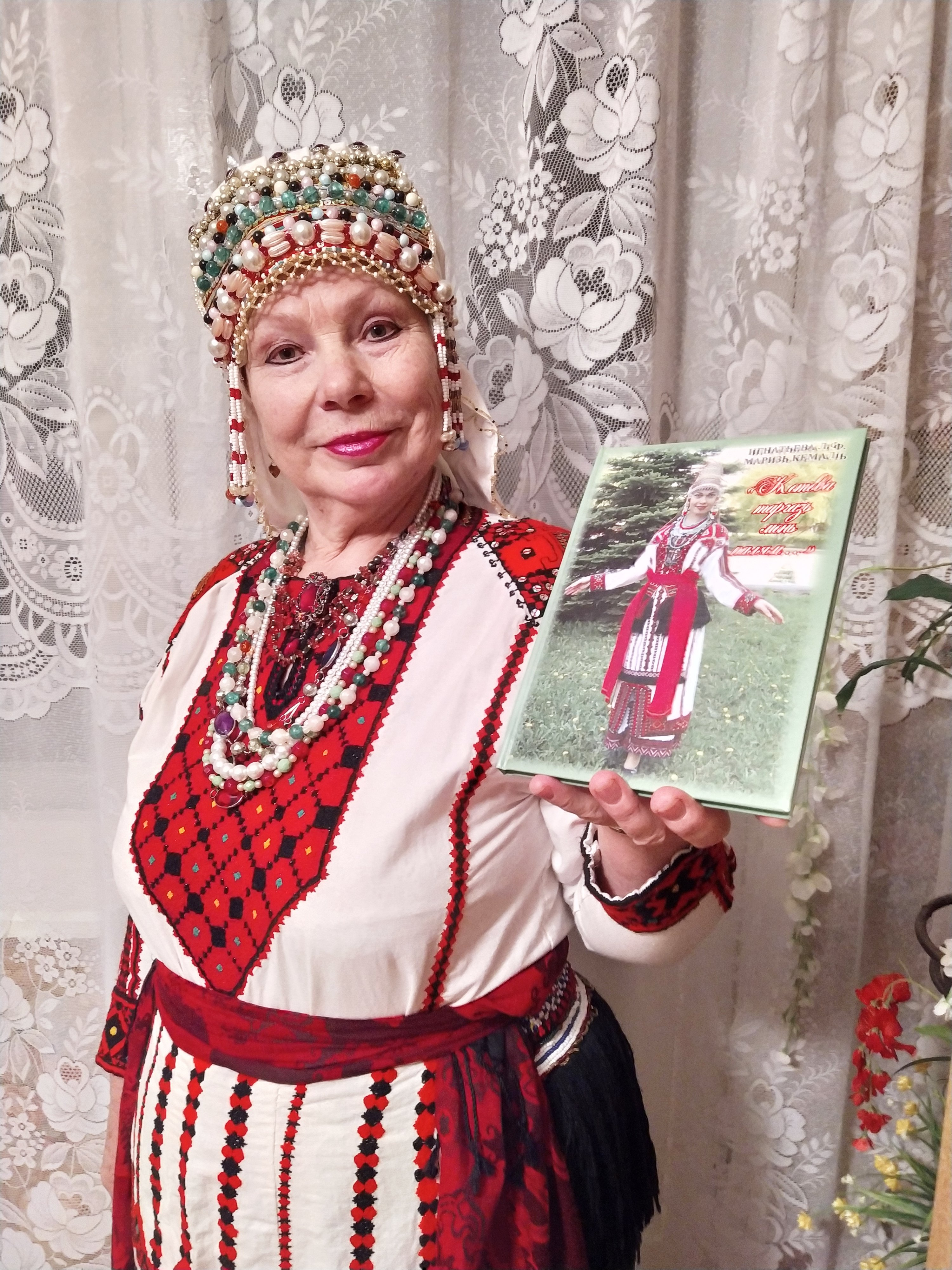
Маризь Кемаль со своей книгой "В шесть рядов рубашка вышита"

## Мастер эрзянской вышивки
При изучении эрзянских традиций знакомится с известной в Мордовии вышивальщицей эрзянских узоров — Игнатьевой Людмилой Фёдоровной, членом Союза художников России с 1991 года. Учится у неё искусству эрзянской вышивки. В 2019 году выходит книга "Котова таргазь монь палям..." ("В шесть рядов рубашка вышита"), где в авторах Маризь Кемаль указывает и свою наставницу, воздавая таким образом дань памяти уже ушедшей мастерице. В книге описаны методы и способы национальной вышивки, представлены фотоматериалы. 